# Orgilus cerinus
Orgilus cerinus är en stekelart som beskrevs av Muesebeck 1970. Orgilus cerinus ingår i släktet Orgilus och familjen bracksteklar. Inga underarter finns listade i Catalogue of Life.